# فيشال بهاردساج
فيشال بهاردساج (بالهندية: विशाल भारद्वाज) (و. 1965  م) هو مخرج أفلام، ومغني، وملحن، وكاتب سيناريو، وشاعر غنائي، وكاتب أغاني، ومخرج موسيقي هندي.

## التعليم
تعلم في Hindu College, Delhi ‏.

## جوائز
حصل على جوائز منها:
- National Film Award for Best Music Direction [الإنجليزية]‏.

## وصلات خارجية
- فيشال بهاردساج على موقع IMDb (الإنجليزية)
- فيشال بهاردساج على موقع قاعدة بيانات الأفلام العربية
- فيشال بهاردساج على موقع ألو سيني (الفرنسية)
- فيشال بهاردساج على موقع ميوزك برينز (الإنجليزية)
- فيشال بهاردساج على موقع أول موفي (الإنجليزية)
- فيشال بهاردساج على موقع ديسكوغز (الإنجليزية)
- فيشال بهاردساج على موقع قاعدة بيانات الفيلم (الإنجليزية)
- فيشال بهاردساج على موقع كينوبويسك (الروسية)